# Gianluca Manganiello
Gianluca Manganiello (Pinerolo, 28 novembre 1981) è un arbitro di calcio italiano.

## Carriera
Inizia la sua carriera entrando nell'AIA nel 1996. Nel 2007 viene promosso in CAN D e quattro anni più tardi è ammesso alla CAN PRO; nella terza categoria italiana dirige complessivamente 21 partite.
Nella stagione 2012-2013 è quindi promosso in CAN B. Esordisce alla prima giornata nella gara Bari-Cittadella, terminata 2-1.
Al termine della stagione sportiva 2013-2014, nella quale vanta 16 direzioni in cadetteria, arriva anche la prima direzione in Serie A, avvenuta il 18 maggio 2014 nella gara tra Chievo-Inter terminata 2-1.
Nel giugno 2017 è designato per dirigere la finale di andata dei play-off di serie B 2016-2017 Carpi-Benevento. Il 1º luglio seguente l'AIA ne comunica la promozione in CAN A.
Il 1º settembre 2020 viene inserito nell'organico della CAN A-B, nata dall’accorpamento di CAN A e CAN B: dirigerà sia in Serie A che in Serie B. Nella stagione 2020-2021 viene designato in 10 partite del massimo campionato e per 7 in cadetteria.
Il 26 aprile 2022, nell'ambito di una collaborazione tra l'AIA e la Federazione Cipriota, dirige Anorthosis-Omonia Nicosia, semifinale della Coppa Nazionale di Cipro, con l'italiano Davide Ghersini in qualità di VAR.